# Терноватка (Софиевский район)
Терноватка (укр. Тернуватка) — село,
Нововасилевский сельский совет,
Софиевский район,
Днепропетровская область,
Украина.
Код КОАТУУ — 1225285208. Население по переписи 2001 года составляло 52 человека .

## Географическое положение
Село Терноватка находится у истоков реки Базавлучек,
ниже по течению на расстоянии в 1 км расположено село Базавлучок.
Река в этом месте пересыхает, на ней сделано несколько запруд.